# 宗教新聞社
宗教新聞社は、『宗教新聞』の発行元である。
1975年、『週刊宗教』創刊。1979年、『宗教新聞』に改題、社主に統一教会幹部の松下正寿が就任。1981年2月3日、第三種郵便物認可。毎月10日発行。
「精神革命の旗手」「宗教連合の具現」「地上天国の実現」を社是とする。

## 所在地
所在地は東京都新宿区新宿5-13-2成約ビル4F。成約ビルの概要および主な入居団体は下記のとおり（2022年8月の時点）。
- 建物名称：成約ビル
- 所在地：東京都新宿区新宿5-13-2
- 建物規模：地上5階

| 5F | UPF-Japan、平和大使協議会 |
| 4F | 真の家庭運動推進協議会、一般財団法人国際ハイウェイ財団、日本純潔同盟、 世界平和宗教連合、孝情教育文化財団、宗教新聞社、統一思想研究院 |
| 3F | 世界平和統一家庭連合東京同胞教会 |
| 2F | 世界平和教授アカデミー、世界平和青年学生連合、平和統一聯合、 アジアと日本の平和と安全を守る全国フォーラム、日韓トンネル推進全国会議   |
| 1F | （セミナールーム） |